# جانی کمبل
جانی کمبل (انگلیسی: Jonny Campbell؛ ‏تلفظ نام‌خانوادگی: ‎/ˈkæmbəl/‎) کارگردان تلویزیونی و کارگردان فیلم اهل بریتانیا است.
از فیلم‌ها یا مجموعه‌های تلویزیونی که وی در آن‌ها نقش داشته‌است، می‌توان به وست‌ورلد، خلأ موقت و دکتر هو اشاره نمود.